# 二趾樹懶屬
二趾樹懶屬（学名：Choloepus），是樹懶亞目下二趾樹懶科中的唯一一屬，僅包括兩個物種，分別是霍氏樹懶（C. hoffmanni）及二趾樹懶（C. didactylus）。屬名拉丁文指「跛腳的」，用以形容一般樹懶不善以雙足行動這個特徵。雖然與三趾樹懶共同構成樹懶亞目，但兩者在親緣關係上並不緊密。會共同佔有同一片樹林，有時一頭二趾樹懶及另一頭三趾樹懶會在同一個地區各佔優勢而互不干涉。
二趾樹懶屬的兩種樹懶原先被認為是巨爪地懶科下唯二的現存物種，然而膠原蛋白及粒線體DNA分子分析研究的結果卻顯示，二趾樹懶與磨齒獸科的親緣關係較近，並重新分類至獨立的二趾樹懶科下。

## 特性

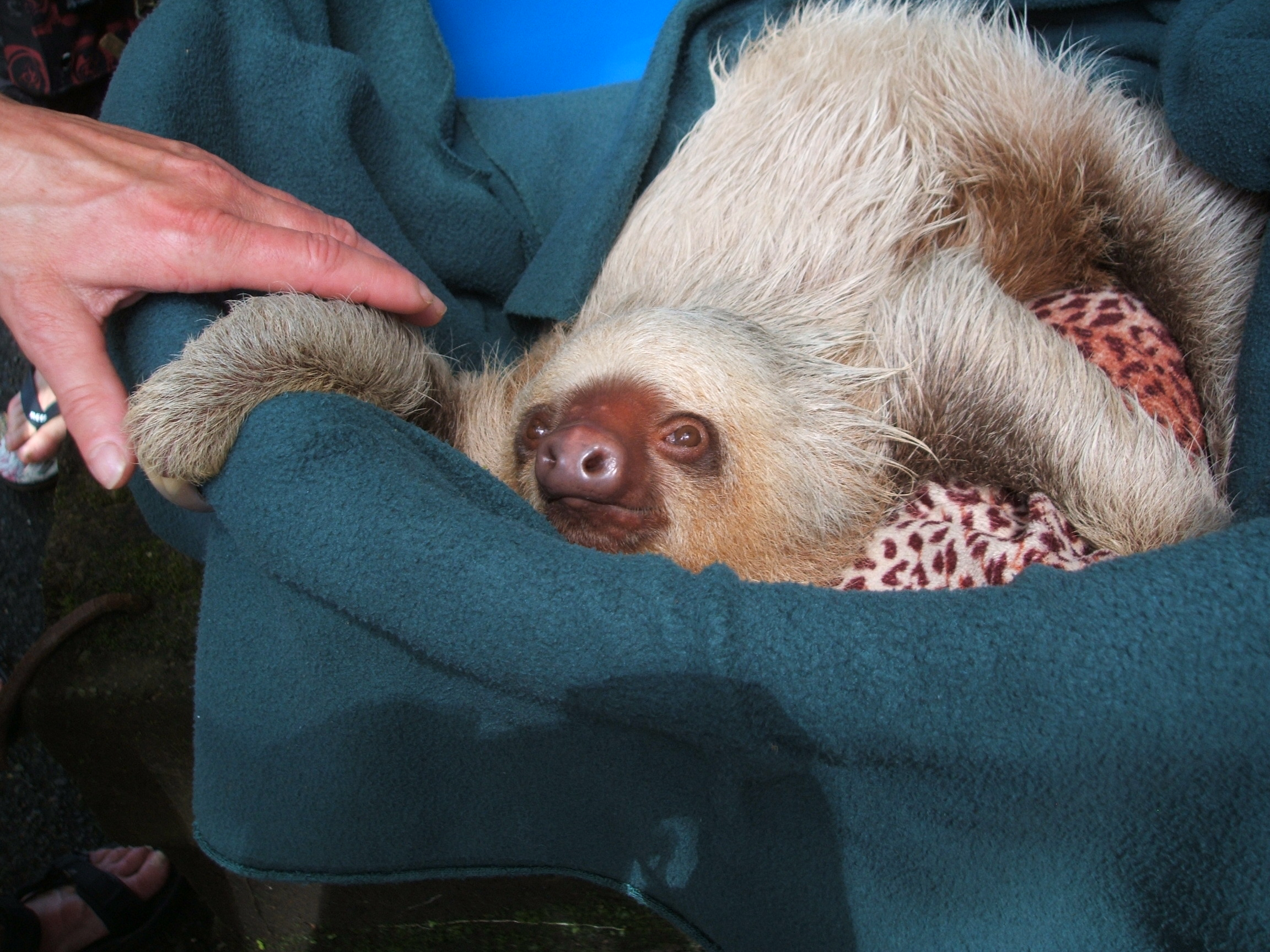
在哥斯達黎加一個野生動物保護區內的年幼霍氏樹懶

一如其名，二趾樹懶屬的物種的前足（雙臂）僅有兩趾，而後足則與其他樹懶一樣有三趾。一般體型較三趾樹懶大，體長可達58至70厘米，重量達4至8公斤。其他外觀上的分別為此屬物種有較凸出的口鼻部，較長的體毛及沒有尾巴。
此屬物種的懷孕期由半年至一年不等，因個體而異。母親每次只誕下一頭幼少，初出生的幼獸會面朝上背向下的在母親懷內。一出世就長有長趾，並在一個月後斷奶。與母親共處多數個月後就會獨立起立，但雌性需至少三年才到達性成熟，雄性更要4至5年。
主要為夜行性，而且與其他樹懶一樣，此屬物種長時間懸在樹上，比三趾樹懶相對地活躍。與其他哺乳動物不同，牠們因其極低的代謝率及退化的肌肉組織等，因此此屬物種並不能保持恆溫並受外界溫度影響，一般維持在攝氏24至35度之間，是眾多哺乳動物中溫度最低的一種。牠們的攀爬技巧也與三趾樹懶不同，牠們習慣先將頭部向下傾然後前進。
雖然與三趾樹懶一樣同屬貧齒總目（無齒根，牙齒構造簡單，沒有釉質，且不具門齒和犬齒），但牠們有較強的臼齒，因此偶爾能進食樹葉以外的食物，包括果實、漿果、樹皮甚至是細小的齧齒目物種。牠們也擁有較大的胃，內有不同的器室，能幫助牠們將纖維素較重的植物部分發酵分解。因其低的代謝率，食物有時也會停留在口腔內消化。

視乎不同個體的排便週期，但有研究指出二趾樹懶屬的物種的尿液及糞便等可佔其體重的30%。牠們的齒列很簡單，沒有門齒及真的犬齒，雖然牠們的前臼齒有如犬齒的形狀，但與其他牙齒之間有明顯的牙縫分隔。以下是二趾樹懶屬的齒列：
| 0.0.1-2.3 |
| 0.0.1.3   |